# أبو الفضل الدوري
أبو الفضل العبَّاس بن مُحمَّد بن حاتم بن واقد الدُّوري، المعروف بأبو الفضل الدُّوري (183 - 16 صفر 271هـ / 799 - 13 أغسطس 884م) هو مُحدِّث ثقة في العصر العبَّاسي، من المكثرين في الرواية، وهو مولى بني هاشم. يُعد من كبار المحدثين في بغداد في عصره.

## شيوخه
ولد أبو الفضل الدوري سنة 183هـ / 799م، وسمع من عدد كبير من كبار المحدثين، منهم:
- شبابة بن سوار
- أبو النضر هاشم بن القاسم
- عبد الوهاب بن عطاء
- يونس بن محمد المؤدب
- يعقوب بن إبراهيم بن سعد
- أبو داود الطيالسي
- الحسن بن موسى الأشيب
- يحيى بن أبي بكير
- عبيد الله بن موسى
- خالد بن مخلد القطواني
- خلف بن تميم
- أبو نعيم الفضل بن دكين
- الحسين بن علي الجعفي
- عفان بن مسلم الصفار
- يحيى بن معين (وكان من أصحابه الملازمين له)

## تلاميذه
روى عنه خلق كثير، منهم:
- يعقوب بن سفيان
- عبد الله بن أحمد بن حنبل
- جعفر الفريابي
- أحمد بن شعيب النسائي
- قاسم بن زكريا المطرز
- أبو القاسم البغوي
- يحيى بن صاعد
- القاضي المحاملي
- محمد بن مخلد
- أبو الحسين بن المنادي
- حمزة بن القاسم الهاشمي
- إسماعيل بن محمد الصفار
- محمد بن عمرو الرزاز

## مكانته وثناء العلماء عليه
حظي أبو الفضل الدوري بمكانة رفيعة بين المحدثين، وأثنى عليه كبار الأئمة:
- قال النسائي: «العباس بن محمد أبو الفضل الدوري ثقة».[2]
- قال الدارقطني: «العباس بن محمد أبو الفضل الدوري ثقة».[2]
- قال يحيى بن معين عنه عندما طُلب منه أن يُحدِّث بحضوره: «صديقنا وصاحبنا» (إشارة إلى مكانته وقربه منه).[3]
- قال أبو العباس محمد بن يعقوب: «لم أر في مشايخي أحسن حديثاً من عباس الدوري».[3]

## تركه للنبيذ
تُروى قصة عن تركه لشرب النبيذ (نوع من الأشربة المتخمرة كان محل خلاف فقهي). ذكر الدوري نفسه أنه بينما كان يشرب النبيذ في بيته، جاءه غلام وسأله عن حكم النبيذ، فقال الدوري: «حلال». فسأله الغلام: «أيما خير قليله أو كثيره؟» قال الدوري: «قليله». فرد الغلام: «يا شيخ إنَّ حلالاً يكون قليله خيراً من كثيره، إن ذلك الحرام!». ثم جذب حلقة الباب واختفى. قال الدوري إنه ترك النبيذ منذ ذلك الوقت. وذلك رغم ما نُقل عن ابن مخلد أنه رأى قنينة نبيذ تحت سريره، وعن أبي جعفر العبري أنه رآه يشرب النبيذ في مكان عام. وقال محمد بن جرير الطبري: «رأيتُ عباس بن محمد الدوري مُنتبذًا والحيطان تضربه».

## وفاته
توفي العباس بن محمد الدوري عن عمر ناهز 88 عامًا، في يوم الأربعاء 16 صفر سنة 271هـ / 13 أغسطس 884م.

### فهرس المنشورات
1. 1 2 3  البغدادي (2001)، ج. 14، ص. 30.
2. 1 2 3  البغدادي (2001)، ج. 14، ص. 32.
3. 1 2 3  البغدادي (2001)، ج. 14، ص. 31.
4. ↑  البغدادي (2001)، ج. 14، ص. 28-31.

### معلومات المنشورات كاملة
الكتب مرتبة حسب تاريخ النشر
- الخطيب البغدادي (2001)، تاريخ بغداد، تحقيق: بشار عواد معروف (ط. 1)، بيروت: دار الغرب الإسلامي، OCLC:49659164، QID:Q114815356